# Noord-Nederlandse vertaling van het Nieuwe Testament
De  Noord-Nederlandse vertaling van het Nieuwe Testament is rond 1390 ontstaan. De auteur is vrijwel zeker Johannes Scutken (overleden 23 januari 1423), een lekenbroeder die woonde in het klooster van de congregatie van Windesheim. Het is de meest gekopieerde Middelnederlandse vertaling van het Nieuwe Testament. Er zijn ongeveer 160 handschriften van deze vertaling bewaard gebleven. Het oudste handschrift dateert van 1391 en bevat het Nieuwe Testament zonder de evangeliën. Een handschrift uit 1399 omvat het volledige Nieuwe Testament. 
De eerste gedrukte versies van deze vertaling dateren van 1477 en 1478. Er bleven echter handschriften gekopieerd worden tot in het begin van de zestiende eeuw. Handschriften en druk bestonden dus enige decennia naast elkaar. Er zijn in totaal 46 gedrukte versies van de vertaling bekend. Deze vertaling was in termen van oplage de meest succesvolle in de late middeleeuwen in Nederland.

## De auteur
In geen enkel handschrift staat een verwijzing naar de auteur. Hoewel het niet onomstotelijk vaststaat is er op het vakgebied toch een breed gedeelde aanname dat Scutken de auteur moet zijn. Die aanname berust onder meer op een kroniek, geschreven door Johannes Busch in 1464. Een deel van de kroniek handelt over de bewoners van het klooster in Windesheim. Johannes Scutken woonde van 1387 tot zijn overlijden in 1423 in dat klooster. Daarvoor had hij gewoond in het fraterhuis, het Heer Florenshuis, in Deventer. In de kroniek staat vermeld dat Scutken ‘evangeliën voor het jaar en het Psalter  voor de lekenbroeders schreef‘. Met de term ‘evangeliën voor het jaar‘ worden de perikopen uit de evangeliën bedoeld die volgens de liturgische kalender in de mis werden gelezen. Er is niet in deze passage te lezen dat Scutken de auteur van het gehele Nieuwe Testament zou zijn. Auteurs op het vakgebied hebben echter verder een aantal taalkundige elementen zoals een voorkeur voor bepaalde woorden in de vertaling benoemd die ook leidt tot de aanname van Scutken als auteur. 
Scutken maakte deel uit van de beweging van de Moderne Devotie en van de kring rond Geert Grote, Florens Radewijns en Gerard Zerbolt van Zutphen. In die kring was de religieuze beweging van de Zusters- en Broeders des Gemenen Levens en de Congregatie van Windesheim ontstaan. Scutkens verrichtte veel kopieerarbeid, vertaalde veel psalmen en was dichter van een aantal kerkelijke liederen, waarvan de tekst verloren is gegaan. Hij was in het klooster goed bevriend met Gerlach Peters. Peters schreef in het Latijn twee bewaard gebleven teksten, het Breviloquium en het Solloquium. Na de dood van Peters in 1411 werden die bewerkt en vertaald door Scutken.

## Lezerspubliek
De vertaling is waarschijnlijk in de eerste plaats gemaakt voor de lekenbroeders van Windesheim alsmede een wat breder publiek van leken. Binnen de kringen van de moderne devotie werd het lezen van de bijbel in de volkstaal door leken ook gestimuleerd. Een belangrijke factor daarbij was de liturgische kalender. Misvieringen en erediensten bepaalden het ritme van de week. In de mis werden delen van de Bijbel in het Latijn gelezen. Die delen werden verzameld in aparte boeken en er bestonden ook wel vertalingen daarvan. Leken konden zich voorbereiden door thuis die lessen in hun boek in de volkstaal te lezen. Het is ook waarschijnlijk dat Scutken eerst de lessen die in de liturgie werden gelezen heeft vertaald en dat pas daarna aanvulde met de rest van het Nieuwe Testament. Vrijwel alle handschriften van deze vertaling zijn ingericht op het op deze wijze lezen. De  handschriften bevatten een rood teken aan het begin van de les, de naam van de feestdag in de liturgische kalender en aan het slot het woord  ‘uutganc’. De handschriften hebben ook een lijst met lessen waarin het paginanummer van de les van elke feestdag kon worden opgezocht.
Van 83 handschriften van deze vertaling is de herkomst bekend. Verreweg de meeste (76%) zijn afkomstig uit gemeenschappen van religieuze vrouwen. Die gemeenschappen kunnen meestal gerelateerd worden aan de moderne devotie. Het zijn kloosters van regularissen, zusters van het gemene leven, tertiarissen en begijnen. Dit hangt samen met de zeer sterke toename in de vijftiende eeuw in de Nederlanden van gemeenschappen van vrouwelijke religieuzen. De explosieve groei van religieuze literatuur in de volkstaal in die eeuw werd voor het grootste deel veroorzaakt door de vraag uit die gemeenschappen.
* De eerste editie van de Vorstermanbijbel uit 1528 werd gepresenteerd als een nieuwe geautoriseerde rechtzinnige katholieke Bijbelvertaling. Deze editie bevatte feitelijk echter nogal wat eerder gepubliceerd Middelnederlands materiaal uit het tijdperk van voor de Reformatie als ook veel uit reformatorische kringen. In latere edities waren al essentiële reformatorische passages verdwenen en sloot het aanzienlijk meer aan op de tekst van de Vulgaat.  